# Chamaerhodos altaica
Chamaerhodos altaica là loài thực vật có hoa trong họ Hoa hồng. Loài này được (Laxm.) Bunge mô tả khoa học đầu tiên năm 1829.